# Desfile de alebrijes en Ciudad de México

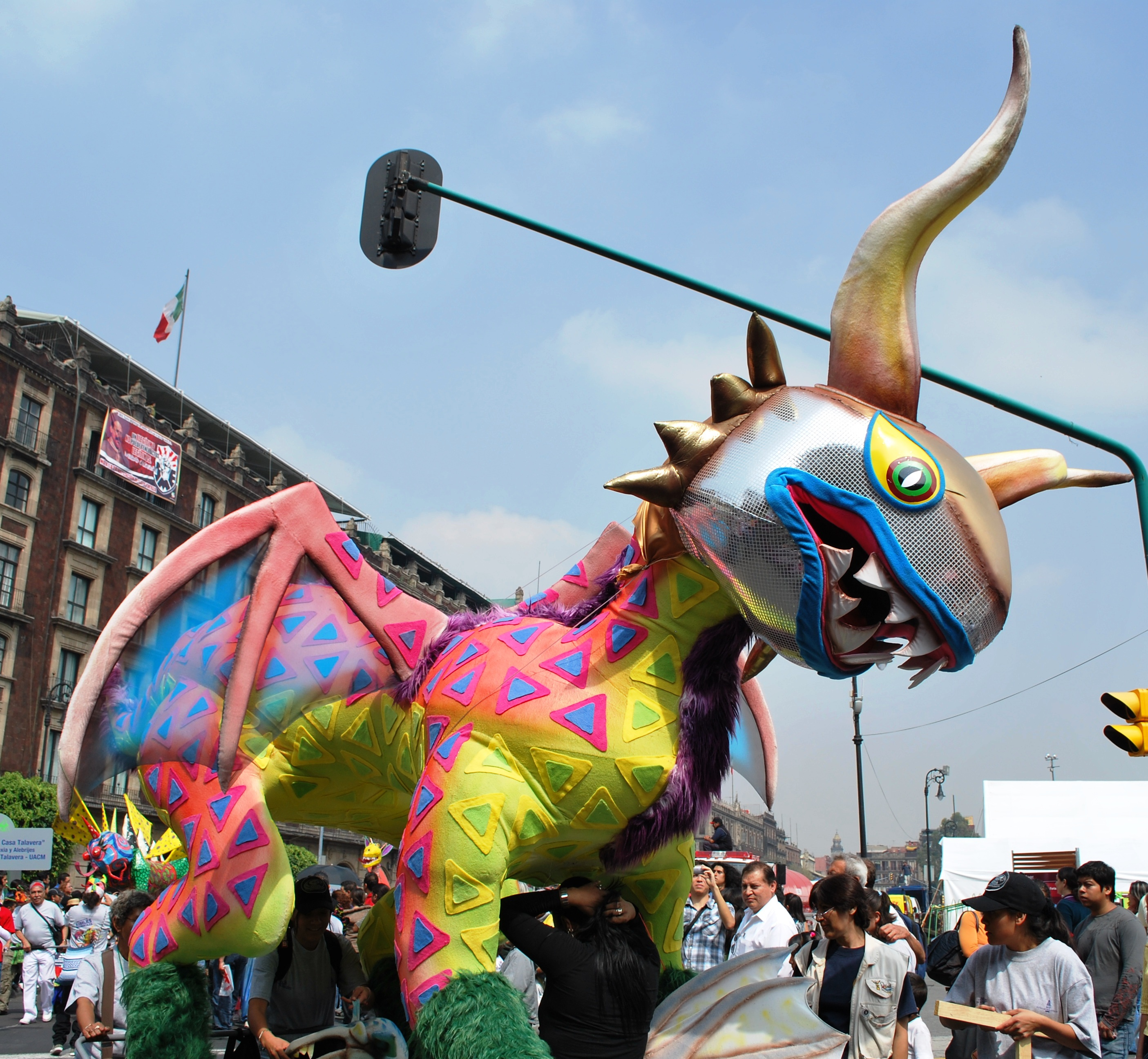
Alebrije Luchador en el evento de 2009 en el Zócalo

El Desfile de Alebrijes en la Ciudad de México es un evento organizado anualmente en honor de las manualidades y el arte folclórico mexicanos, especialmente enfocado en un método difícil de papel maché llamado "cartonería" con la creación de figuras fantásticas llamadas "alebrijes". Los alebrijes son quimeras, cuyo crédito se le otorga a Pedro Linares,  pintadas con colores brillantes. Los alebrijes utilizados en el desfile son mucho más grande que cualquier creación de Linares,  ya que estos llegan a medir hasta cinco metros de altura y tres de ancho. La brillante procesión empieza el mediodía de un sábado de finales de octubre en el Centro Histórico de la Ciudad de México. Las gigantescas criaturas son acompañadas por músicos, payasos, personas disfrazadas y más, dándole al evento un aire carnavalesco. Al terminar el desfile los alebrijes son juzgados y se les otorgan premios. También hay literatura y música relacionados con estas creaciones.

## Evento

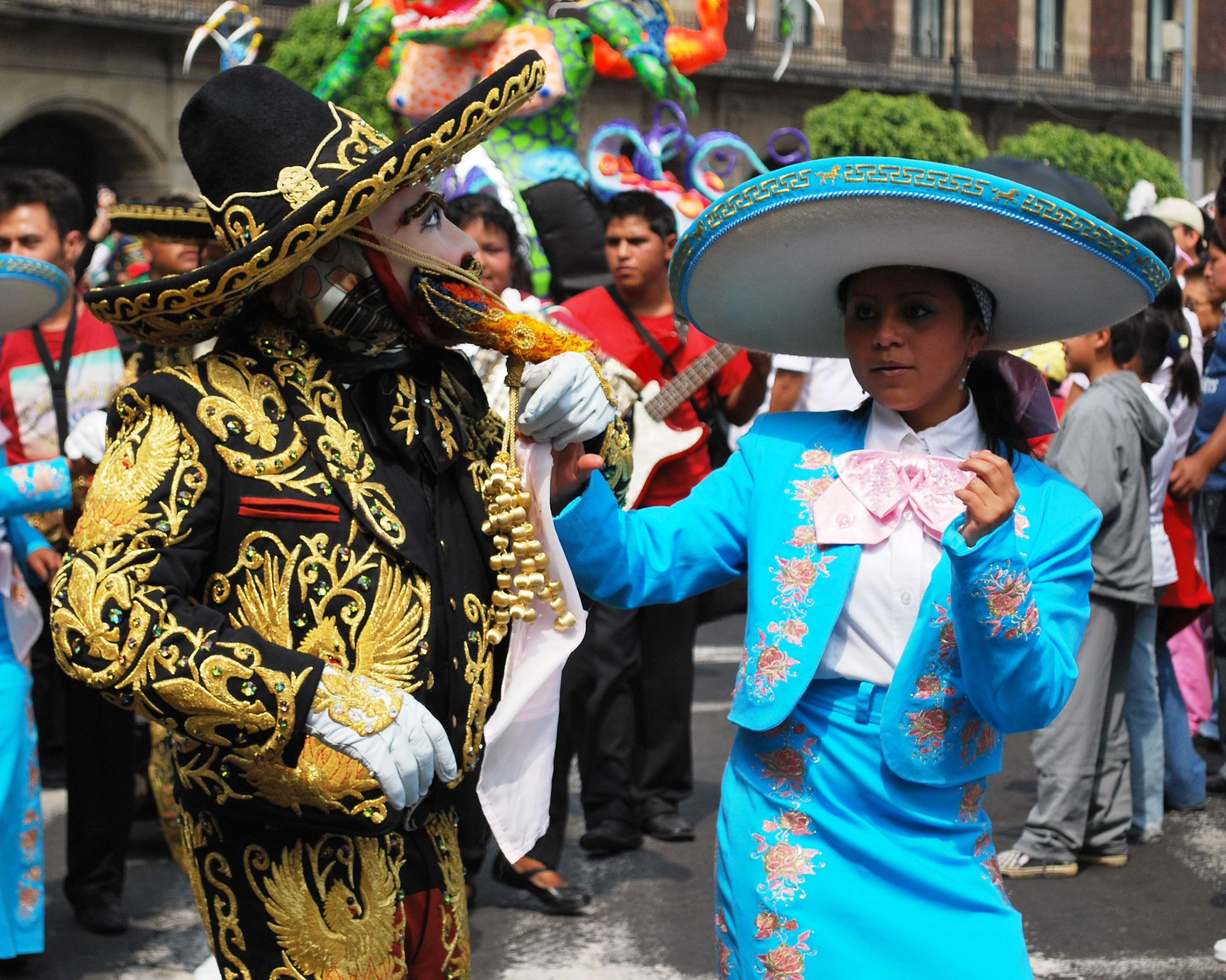
"Aguas Vivas" en el desfile de 2009

El evento es también conocido como La Noche de los Alebrijes, y Desfile y Concurso de Alebrijes Monumentales MAP. El desfile y concurso está organizado por el Museo de Arte Popular en colaboración con la Secretaría de Cultura, las autoridades del Centro Histórico de la Ciudad de México, el Consejo Nacional para la Cultura y las Artes, la Asociación de Amigos del MAP y la compañía BBD. Su propósito es hacer homenaje a las artes y la cultura folclórica mexicana, especialmente la cartonería (un tipo de papel maché muy duro) con el propósito de regresar su valor original en la sociedad moderna. En primavera o principios del verano, el Museo de Arte Popular abre una convocatoria a todos los interesados, invitando a artistas y artesanos al igual que museos, galerías, hoteles, restaurantes, negocios e instituciones privadas y públicas. Algunos artistas notables que han participado son: El escultor Ricardo Linares Zapién (ganador del primer desfile) con "Devorador de Almas", de 4.5 m de alto; Hugo Pelaez Goicoechea (ganador de la segunda edición); Benito Fu (ganador de la tercera edición); Arturo Caballero Arroyo (mención honorífica); Joaquín Almaráz Galarza (mención honorífica); Ricardo Hernández; Esteban G. Vargas; Laila Yamille Sabag; Enriqueta Landgrave Zamora; y Fabián Hernández. Los alebrijes son patrocinadoss por organizaciones como CONACULTA, El Taller de Los Olvidados, El FARO de Oriente, Arte en Papel, el Centro Cultural Xavier Villarrutia, Librarte, Arte Mexicano para el Mundo y la Secretaría de Cultura de la Ciudad de México.

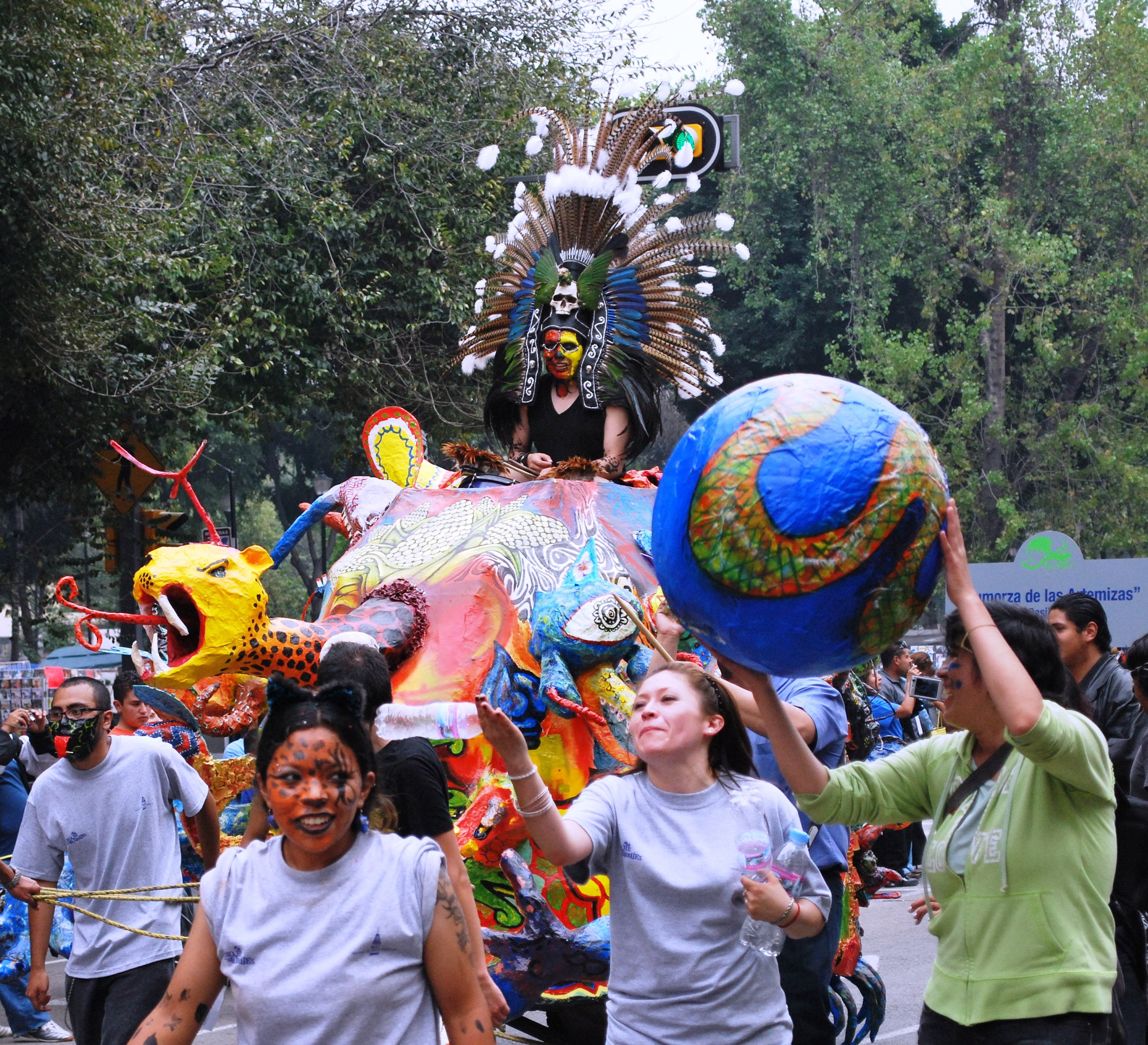
Participantes jalando uno de los alebrijes montado por una persona en un disfraz Azteca

El desfile comienza al mediodía en un sábado a finales de octubre, y se necesitan aproximadamente 400 oficiales uniformados para vaciar la ruta y mantener el orden. Esta ruta lleva a los alebrijes a través del Centro Histórico de la Ciudad de México, desde el Zócalo, por Paseo de la Reforma pasando por el Ángel de la Independencia. Miles de personas, mayormente niños y sus padres, se alinean a lo largo de 5,5 kilómetros de la ruta para ver las creaciones. Los alebrijes están acompañados por bandas musicales como la Banda Sinfónica de la Marina, payasos, personas en zancos y disfrazadas, animadores, acróbatas, luchadores de Lucha Libre y más para convertirlo en un carnaval. Además de los alebrijes, hay otras figuras en cartonería como las figuras de Catrinas, cráneos de 30 cm brillantemente decorados (relacionado con el Día de los Muertos) al igual que figuras de judas (hechas normalmente para el Sábado Santo) como tributo para los usos tradicionales de este arte.
Al final del desfile, los alebrijes son puestos en exhibición en las banquetas del Paseo de la Reforma entre el Ángel de la Independencia y la estatua de la Diana Cazadora donde además son juzgados hasta principios de noviembre. Los premios para los tres primeros lugares son de 50.000, 30.000 y 20.000 pesos, respectivamente.
Además de los alebrijes en sí mismos hay dos competencias literarias y una musical. Las competencias literarias se llaman Concurso de Cuento sobre Alebrijes y Concurso de Obra de Teatro para Títeres sobre Alebrijes. El concurso literario está abierto para escritores mexicanos al igual que escritores extranjeros viviendo en México, los trabajos son aceptados escritos en español, en alguna lengua indígena o con una traducción al español disponible. El trabajo debe ser original y creado especialmente para el evento. Hay premios para el primero, segundo y tercer lugar para cada una de estas competiciones de igual manera (de 40 000, 30 000 y 20 000 pesos, respectivamente), con los ganadores escogidos por los votos de la audiencia. El concurso de composición musical es llamado Concurso de Música sobre Alebrijes. También existe un premio para la música de fanfarria. El evento musical ha tenido jueces como Silvia Navarrete González, Betty Luisa Zanolli Fabila y Gustavo Rivero Weber.

## Historia

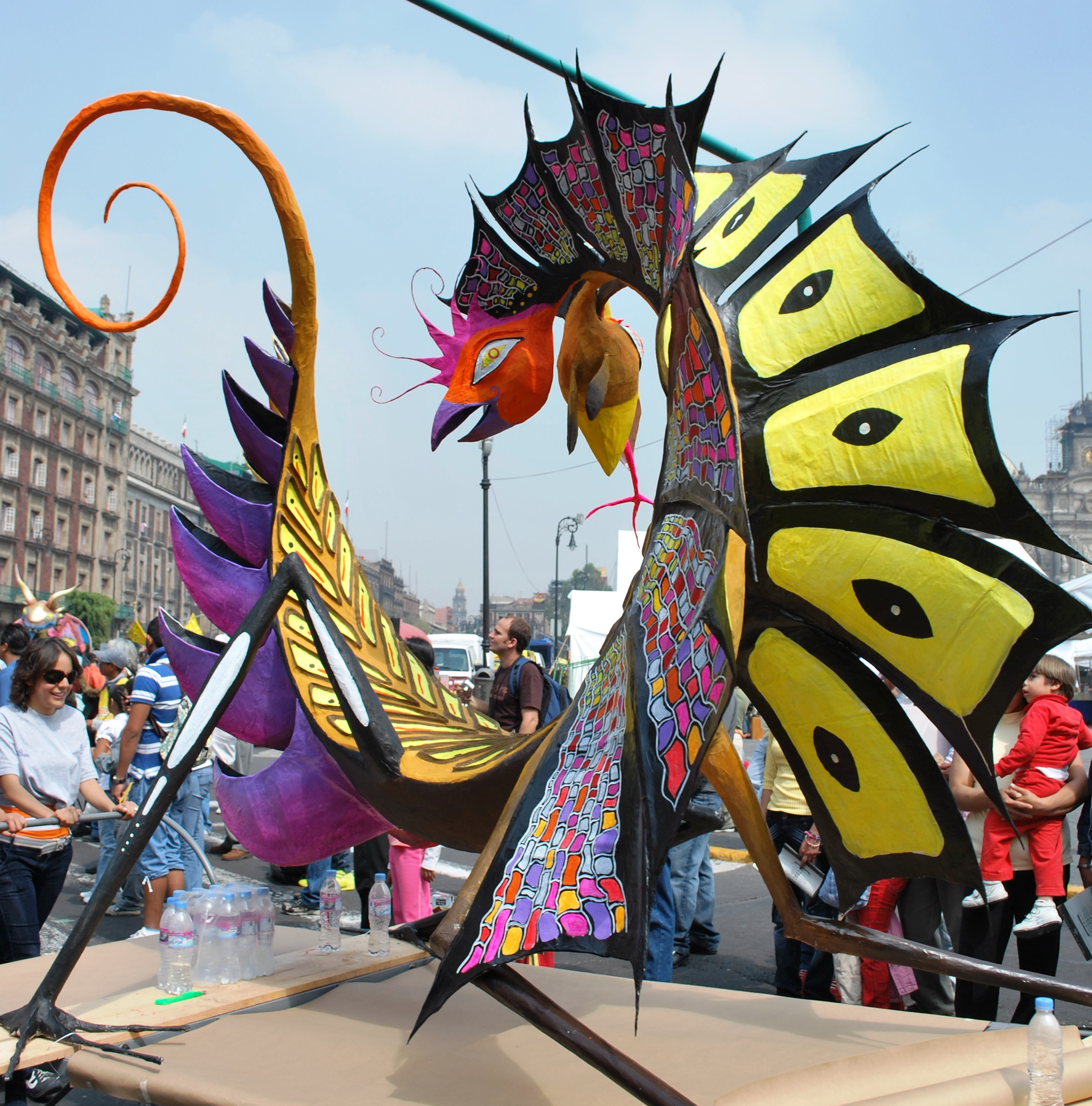
Alebrije llamado Coleccionista de Miradas

El evento anual fue empezado en 2007 por el Museo de Arte Popular con el propósito de establecer una tradición en la Ciudad de México relacionada con el valioso arte folclórico y manualidades mexicanos. La razón por la cual se escogió a los alebrijes se debe a que sus figuras y colores salvajes sorprenden tanto a mexicanos como extranjeros, según el director del MAP, Walther Boelsterly. Algunos de los primeros participantes incluyen a Arturo Caballero, Felipe Linares y el grupo Arte en Papel.
El evento ha crecido cada año desde su comienzo. Durante los primeros cuatro años, 392 alebrijes fueron creados para el evento, con la participación de 3,600 personas. El primer año fue testigo de más de 40 alebrijes, con tamaños desde 30 centímetros hasta cuatro metros de altura. El número de alebrijes aumentó a 80 en 2008, y a más de 200 en 2010 y 2011. En 2012 participaron aproximadamente el mismo número de personas, pero con el apoyo de 6,600 personas solamente para este año. Durante los primeros 4 años, el desfile tuvo más de siete millones de espectadores viendo en vivo o por televisión con seis millones de personas en 2011.  Las creaciones han sido de hasta 4.2 metros de altura y hasta tres metros de ancho, siempre transportadas por los creadores. Ha habido casos donde el alebrije ha sido tan grande y pesado que no han podido ser transportados ni expuestos.
Cuando el evento fue creado en 2007, dos competencias para la creación de cuentos cortos y espectáculos de marionetas también fueron creados. Esto fue seguido en 2008 por una competencia musical. En 2011 hubo 95 entradas literarias: 77 cuentos cortos y 18 guiones.
En 2010, el tema del evento fueron los héroes de la Guerra de Independencia Mexicana y la Revolución mexicana, de las cuales se celebraban 200 y 100 años, respectivamente. En 2010 los alebrijes incluían caras de Miguel Hidalgo, Ignacio Allende, José María Morelos y Pavón, Francisco "Pancho" Villa, Emiliano Zapata, Victoriano Huerta, Porfirio Díaz, Agustín de Iturbide, entre otros. En 2010, los ganadores fueron "La patria es Primero" por Alejandro Camacho Barrera en primer lugar, "Si Adelita se fuera con otro" por Daniel Macias Camacho en segundo lugar, y "El Masiosare" por Hugo Orozco Flores en tercer lugar.
El éxito del evento generó un evento similar en el Instituto Politécnico Nacional (IPN) en 2011 para estudiantes y profesores. La diferencia con este evento es que los alebrijes tienen partes robóticas con movimiento, luces y mucho más, pero con el mismo propósito de promover las artes mexicanas. El mismo año, tres de los alebrijes robóticos llamados Agui-burro, P-Esime Pezadilla y Cyber-burro participaron en el evento MAP.

## Los alebrijes

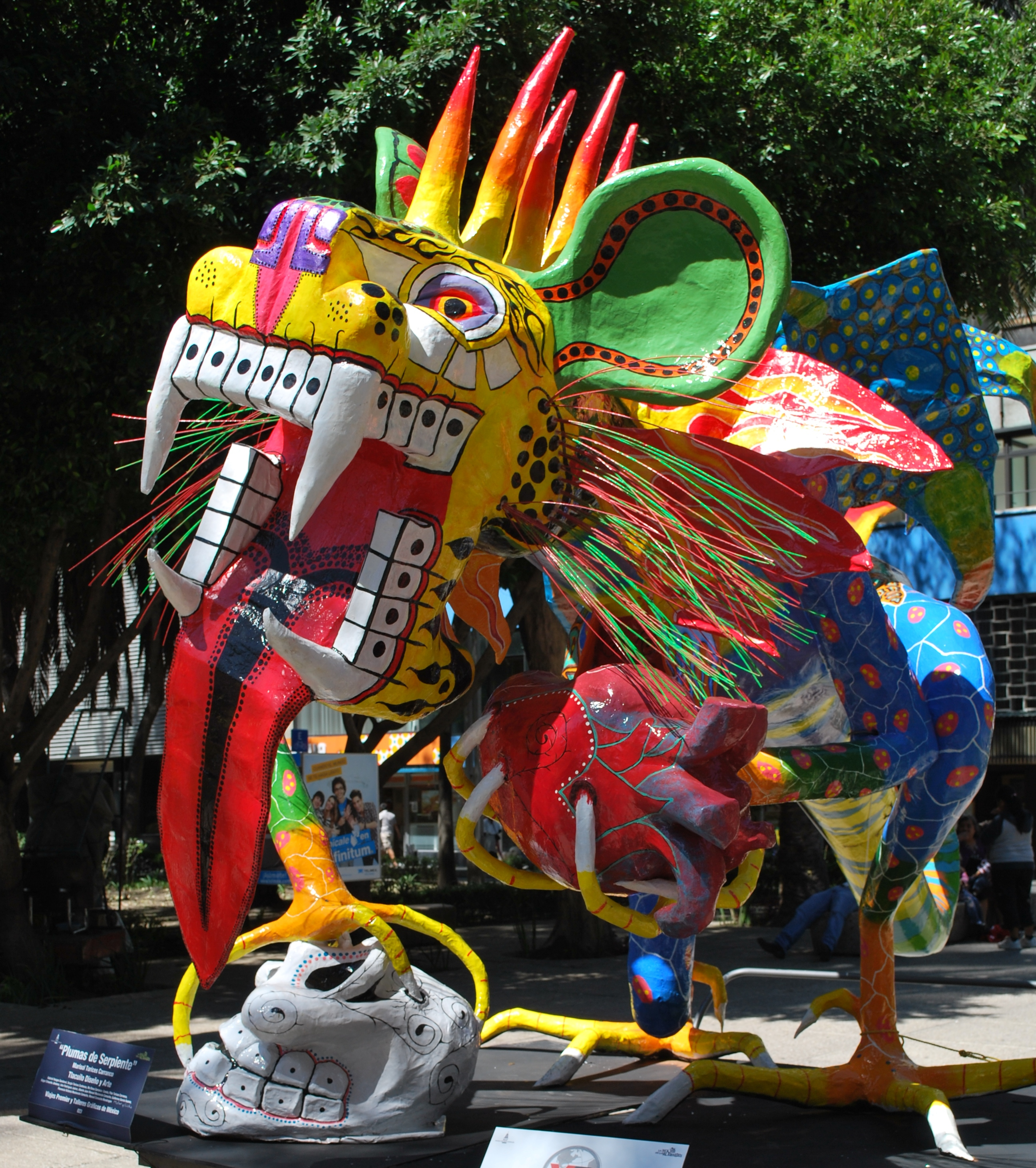
Alebrije llamado Plumas de Serpiente presentado en el Paseo de la Reforma en 2011

Los alebrijes monumentales del desfile están basados en los acreditados al artista Pedro Linares, quien comenzó a crear criaturas de colores brillantes con formas monstruosas después de soñarlas al estar enfermo. Generalmente combinan elementos de animales tanto fantásticos como reales, así como rostros humanos, alas, cuernos, cascos, múltiples cabezas, colas y más, no habiendo dos alebrijes que sean exactamente iguales. Los alebrijes están hechos generalmente con una técnica llamada cartonería, aunque se pueden utilizar otros materiales. La diferencia es que estos alebrijes son mucho más grandes que cualquier creación hecha por Linares, con tamaños de hasta cinco metros de altura y tres de ancho. El escultor Ricardo Linares ha participado con creaciones como "Devorador de almas" de 4.5m de alto, ganador del primer lugar en la primera edición del desfile; "Licach Zulahy", un cuerpo de dragón chino con cabeza de caracol marino, garras de águila y tentáculos de pulpo, de 3 metros de altura, 18.5 metros de largo, 2.5 metros de ancho y 350 kilogramos de peso, hecho de papel, fibra de vidrio y resina.
Las criaturas no están pensadas para ser terroríficas tanto como fantásticas. Generalmente tienen una cualidad de ensueño y su apariencia y nombre representan una actitud o emoción. Estos alebrijes han incorporado elementos de mitos prehispánicos así como imágenes de Europa, Asia y África. Los nombres dados a las creaciones son generalmente imaginarios, como "El malévolo", "Señor Mariposa", "Por si las moscas", "Jejete", "Viaje alegre al Viento" y "Dragón de la Esperanza", así como nombres del nahuatl como "Tepitecac", "Xolotl" y "Ehecatl".
Son creados en talleres locales y transportados al evento por sus creadores. Uno de los problemas principales que tienen los participantes es obtener patrocinios para la creación de las piezas monumentales, ya que su fabricación es costosa. Las figuras perqueñas pueden costar en promedio 10,000 pesos, mientras que para las figuras de más de cuatro metros el costo puede ser de entre 50,000 y 70,000 pesos, ya que se necesitan marcos metálicos al igual que papel, pintura y otros materiales.